# Сельское поселение Двиницкое (Сокольский район)
Двиницкое сельское поселение — сельское поселение в составе Сокольского района Вологодской области. Центр — деревня Чекшино.
Образовано 1 января 2006 года в соответствии с Федеральным законом № 131 «Об общих принципах организации местного самоуправления в Российской Федерации». В состав сельского поселения вошёл Двиницкий сельсовет.
Вместе со всеми муниципальными образованиями Сокольского района упразднено и преобразовано в Сокольский муниципальный округ.

## География
Расположено на севере района. Граничит:
- на востоке с Воробьёвским сельским поселением,
- на юге с Замошским сельским поселением,
- на юго-западе с городским поселением город Кадников,
- на западе с Нестеровским сельским поселением,
- на севере с Семигородним сельским поселением Харовского района.

По территории протекают реки Двиница, Шорега, Юшковка. С юга на север проходит федеральная автодорога М8, рядом с деревней Чекшино от неё отходит на восток федеральная автодорога А123.

## Экономика
Основные предприятия и учреждения:
- ЗАО «Союз-племзавод»;
- Сетевой участок «Вологдаэнерго»;
- Отделение связи (Чекшино); АТС
- Двиницкая общеобразовательная школа;
- Загородный лагерь «Сокол» «Сокольского ЦБК»;
- Двиницкое лесничество;
- Общественная баня
- Двиницкая амбулатория;
- Чекшинский детский сад «Солнышко»;
- Фельдшерско-акушерский пункт (Новый);
- Двиницкий сельский Дом культуры;
- Двиницкая сельская библиотека;

## Населённые пункты
В 1999 году был утверждён список населённых пунктов Вологодской области. До 1 марта 2010 года состав сельского поселения не изменялся.
С 2021 года в состав сельского поселения входят 28 населённых пунктов, в том числе 27 деревень, 1 посёлок.
| Населённый пункт     | ОКАТО          | Рег. номер | Расстояние до районного центра, км | Расстояние до центра поселения, км | Координаты                      |
| -------------------- | -------------- | ---------- | ---------------------------------- | ---------------------------------- | ------------------------------- |
| деревня Аферьево     | 19 238 824 002 | 5424       | 43                                 | 5                                  | 59°39′36″ с. ш. 40°29′01″ в. д. |
| деревня Берьково     | 19 238 824 003 | 5425       | 41,5                               | 3,5                                | 59°41′42″ с. ш. 40°32′58″ в. д. |
| деревня Вязовое      | 19 238 824 006 | 5428       | 40                                 | 2                                  | 59°38′51″ с. ш. 40°32′19″ в. д. |
| деревня Глебово      | 19 238 824 007 | 5429       | 37                                 | 1                                  | 59°39′03″ с. ш. 40°35′01″ в. д. |
| деревня Горка        | 19 238 824 008 | 5430       | 39,5                               | 1,5                                | 59°40′14″ с. ш. 40°33′07″ в. д. |
| деревня Желмино      | 19 238 824 009 | 5431       | 45                                 | 7                                  | 59°42′56″ с. ш. 40°31′54″ в. д. |
| деревня Заречье      | 19 238 824 010 | 5432       | 54                                 | 16                                 | 59°41′31″ с. ш. 40°21′17″ в. д. |
| деревня Казнакурьево | 19 238 824 011 | 5433       | 46                                 | 8                                  | 59°40′46″ с. ш. 40°25′32″ в. д. |
| деревня Карповское   | 19 238 824 012 | 5434       | 40                                 | 2                                  | 59°40′36″ с. ш. 40°33′25″ в. д. |
| деревня Карцево      | 19 238 824 013 | 5435       | 54                                 | 16                                 | 59°41′43″ с. ш. 40°18′24″ в. д. |
| деревня Княжево      | 19 238 824 014 | 5436       | 37,5                               | 1,5                                |                                 |
| деревня Кобылкино    | 19 238 824 015 | 5437       | 40,5                               | 2,5                                | 59°38′25″ с. ш. 40°31′38″ в. д. |
| деревня Козлово      | 19 238 824 016 | 5438       | 40                                 | 2                                  | 59°38′58″ с. ш. 40°31′37″ в. д. |
| деревня Косиково     | 19 238 824 017 | 5439       | 52,5                               | 14,5                               | 59°41′59″ с. ш. 40°21′07″ в. д. |
| деревня Котлакса     | 19 238 824 018 | 5440       | 39                                 | 3                                  | 59°38′50″ с. ш. 40°36′39″ в. д. |
| деревня Мишуткино    | 19 238 824 019 | 5441       | 39                                 | 1                                  | 59°40′01″ с. ш. 40°33′46″ в. д. |
| деревня Наумовское   | 19 238 824 020 | 5442       | 42                                 | 4                                  | 59°41′56″ с. ш. 40°32′33″ в. д. |
| посёлок Новый        | 19 238 824 021 | 5444       | 40,5                               | 2,5                                | 59°40′44″ с. ш. 40°32′54″ в. д. |
| деревня Окуловское   | 19 238 824 022 | 5443       | 40,5                               | 2,5                                | 59°40′24″ с. ш. 40°32′09″ в. д. |
| деревня Осипово      | 19 238 824 023 | 5445       | 39                                 | 1                                  |                                 |
| деревня Петровское   | 19 238 824 024 | 5446       | 39                                 | 1                                  |                                 |
| деревня Пыхмарево    | 19 238 824 025 | 5447       | 36,5                               | 1,5                                | 59°38′37″ с. ш. 40°33′45″ в. д. |
| деревня Середнее     | 19 238 824 026 | 5448       | 53                                 | 15                                 | 59°41′49″ с. ш. 40°20′12″ в. д. |
| деревня Тохмарево    | 19 238 824 027 | 5449       | 42                                 | 4                                  | 59°42′06″ с. ш. 40°33′16″ в. д. |
| деревня Федяево      | 19 238 824 028 | 5450       | 48                                 | 10                                 | 59°41′18″ с. ш. 40°23′36″ в. д. |
| деревня Чекшино      | 19 238 824 001 | 5423       | 38                                 | 0                                  | 59°39′33″ с. ш. 40°33′30″ в. д. |
| деревня Шадрино      | 19 238 824 029 | 5451       | 40                                 | 2                                  | 59°39′48″ с. ш. 40°32′06″ в. д. |
| деревня Юшково       | 19 238 824 030 | 5452       | 46                                 | 8                                  | 59°40′33″ с. ш. 40°26′03″ в. д. |

### Упразднённые населённые пункты
| Населённый пункт   | ОКАТО          | Рег. номер | Расстояние до районного центра, км | Расстояние до центра поселения, км | Координаты                      |
| ------------------ | -------------- | ---------- | ---------------------------------- | ---------------------------------- | ------------------------------- |
| деревня Богтюгское | 19 238 824 004 | 5426       | 56                                 | 18                                 | 59°41′45″ с. ш. 40°17′57″ в. д. |
| деревня Высокуша   | 19 238 824 005 | 5427       | 56,5                               | 18,5                               |                                 |